# Modelo de Kano
El modelo Kano es una teoría de desarrollo de productos y de satisfacción del cliente desarrollada en la década de 1980 por el profesor Noriaki Kano, que clasifica a las preferencias del cliente en cinco categorías. 

## Categorías
Estas categorías han sido traducidas al inglés utilizando diversos nombres (delighters / excitadores, satisfactores, insatisfactores, etc), pero todos se refieren a los artículos originales escritos por Kano.

### Calidad atractiva o Características de entusiasmo
Estos atributos proporcionan satisfacción cuando se logran plenamente, pero no causan insatisfacción cuando no se logran. Estos son atributos que normalmente no son esperados, por ejemplo, un termómetro en un envase de leche que muestra la temperatura de la leche. Dado que este tipo de atributos de calidad deleitan a los clientes de forma inesperada, suelen ser no mencionados.

### Calidad unidimensional o Características de resultado
Estos atributos dan como resultado la satisfacción cuando se cumplen e insatisfacción cuando no se cumplen. Estos son los atributos que se mencionan y por los cuales las empresas compiten. Un ejemplo de esto sería un envase de leche que dice que tiene un diez por ciento más de leche por el mismo precio se traducirá en satisfacción del cliente, pero si solo contiene seis por ciento, entonces el cliente se sentirá engañado, lo que dará lugar a la insatisfacción.

### Calidad Requerida (Must-be Quality)
Estos atributos se dan por sentados cuando se cumplen, pero dan lugar a insatisfacción cuando no se cumplen. Un ejemplo de esto sería un envase de leche que se filtra. Los clientes están insatisfechos cuando se filtra el envase, pero cuando no se filtra, el resultado es que no se incrementa la satisfacción del cliente. Puesto que los clientes esperan que estos atributos se cumplan y los consideran como básicos, es poco probable que vayan a decirle a la empresa acerca de ellos cuando se le preguntó acerca de los atributos de calidad.

### Calidad Indiferente
Estos atributos se refieren a aspectos que no son ni buenos ni malos, y no resultan ni en ya sea satisfacción del cliente o la insatisfacción del cliente.

### Calidad inversa
Estos atributos se refieren a un alto grado de rendimiento que resulta en la insatisfacción y al hecho de que no todos los clientes son iguales. Por ejemplo, algunos clientes prefieren los productos de alta tecnología, mientras que otros prefieren el modelo básico de un producto y no estarán satisfechos si un producto tiene muchas características adicionales.
| Autor(es)                      | Impulsor tipo 1      | Impulsor tipo 2      | Impulsor tipo 3 | Impulsor tipo 4                 |
| ------------------------------ | -------------------- | -------------------- | --------------- | ------------------------------- |
| Herzberg et al. (1959)         | Higiene              | Motivador            |                 |                                 |
| Kano (1984)                    | Must-be              | Atractivo            | Unidimensional  | Indiferente                     |
| Cadotte y Turgeon (1988)       | Insatisfactor        | Satisfactor          | Crítico         | Neutral                         |
| Brandt (1988)                  | Requerimiento mínimo | Potenciador de valor | Híbrido         | No importante como determinante |
| Venkitaraman y Jaworski (1993) | Plano                | Valor agregado       | Clave           | Inferior                        |
| Brandt y Scharioth (1998)      | Básico               | Atractivo            | Unidimensional  | Bajo impacto                    |
| Llosa (1997, 1999)             | Básico               | Plus                 | Clave           | Secundario                      |

El modelo Kano ofrece una idea de las características de los productos que se perciben que son importantes para los clientes. El objetivo de la herramienta es apoyar a las especificaciones del producto y el debate a través de un mejor desarrollo de la comprensión del equipo. El Modelo de Kano se enfoca en la diferenciación de las características del producto, en lugar de centrarse inicialmente en las necesidades del cliente. Kano también produjo una metodología para el mapeo de las respuestas de los consumidores a los cuestionarios sobre su modelo.
El Despliegue de la Función de Calidad (QFD) hace uso del modelo de Kano en cuanto a la estructuración de las matrices QFD integrales. Mezclar los tipos de Kano en matrices QFD puede conducir a distorsiones en la ponderación de las características del producto por parte del cliente. Por ejemplo, la mezcla de características-requeridas (must be) de productos -tales como costos, la confiabilidad, mano de obra, la seguridad y tecnologías utilizadas en el producto- en la Casa inicial de calidad por lo general se traducirá en hileras completamente llenas y columnas con valores altos de correlación. Otras técnicas de QFD integrales que utilizan matrices adicionales se utilizan para evitar este tipo de problemas. El modelo de Kano proporciona los conocimientos sobre la dinámica de las preferencias de los clientes para comprender las dinámicas de esta metodología.

### Atributos básicos o Umbral
Uno de los principales puntos de evaluación en el modelo de Kano es de los atributos de umbral. Estos son básicamente las características que el producto debe tener para cumplir con las demandas del cliente. Si se pasa por alto este atributo, el producto simplemente está incompleto. Si un nuevo producto no se examina usando los aspectos de umbral, puede que no sea posible entrar en el mercado. Esta es la primera y más importante característica del modelo de Kano. El producto está siendo fabricado para algún tipo de base de consumidores, y por lo tanto esto debe ser una parte crucial de la innovación de productos. Atributos de umbral son componentes simples a un producto. Sin embargo, si no están disponibles, el producto pronto abandonará el mercado debido a la insatisfacción. El atributo está allí o no lo está. Un ejemplo de un atributo de umbral sería un volante de dirección en un vehículo. El vehículo no es bueno si no es capaz de ser dirigido.
Los atributos de umbral son más a menudo considerados como un precio de entrada. Muchos productos tienen atributos de umbral que se pasan por alto. Dado que este componente del producto es una guía necesaria, muchos consumidores no juzgan cuán avanzada una característica particular es. Por lo tanto, muchas veces las empresas querrán mejorar los otros atributos porque los consumidores siguen siendo neutrales a los cambios en la sección de umbral.

## Cambios de lugar de los atributos en el tiempo
Un atributo se desplazará en el tiempo desde emocionante a rendimiento y luego a esencial. El desplazamiento es impulsado por las expectativas del cliente y por el nivel de rendimiento de los productos de la competencia.
Por ejemplo, las baterías de teléfonos móviles fueron originalmente grandes y voluminosas, con solo unas pocas horas de carga. Con el tiempo hemos llegado a esperar más de 12 horas de duración de la batería en teléfonos compactos y ligeros. Los atributos de la batería han tenido que cambiar para mantenerse al día con las expectativas del cliente.

## Usos
Quality Function Deployment (QFD) hace uso del modelo de Kano en cuanto a la estructuración de las matrices de QFD Integral. La mezcla de tipos de variables de Kano en las matrices QFD puede conducir a distorsiones en la ponderación de las características del producto al cliente. Por ejemplo, la mezcla de características  must-be -tales como el costo del producto, la fiabilidad, la mano de obra, la seguridad y las tecnologías utilizadas- en la Casa inicial de calidad normalmente resultarán en hileras completamente llenas y columnas con altos valores de correlación. Otras técnicas de QFD Integral utilizando matrices adicionales se utilizan para evitar este tipo de problemas. El modelo de Kano ofrece los conocimientos sobre la dinámica de las preferencias de los clientes para entender la metodología de estas dinámicas . 
El modelo Kano ofrece una idea de los atributos de los productos que se perciben como importantes para los clientes. El objetivo de la herramienta es apoyar a las especificaciones y el debate a través de un mejor desarrollo de equipo de comprensión. El modelo de Kano se centra en la diferenciación de las características del producto, en lugar de centrarse inicialmente en las necesidades del cliente. Kano también produjo una metodología para la asignación de respuestas de los consumidores a los cuestionarios sobre su modelo.